# Indiscernabilité
L’indiscernabilité est la propriété de ne pas différer par aucun caractère intrinsèque. 

## Indiscernabilité par domaine

### Chez Leibniz
Selon Leibniz, les choses restent discernables en tout temps et tout lieu, même si elles sont de même espèce.

### Chez Newton
Selon Isaac Newton, les choses restent discernables par leur seule position.

### Mécanique quantique
Selon Erwin Schrödinger, comme événement potentiel, l'objet quantique n'a pas d'individualité permanente. 